# Julia Isídrez
Julia Isídrez (Itá (Central), 16 februari 1967) is een Paraguayaans kunstenaar. Ze werd bekend vanwege haar werk in de keramiekkunst.

## Levensloop
Isídrez stamt uit een familie van keramisten (keramiekkunstenaars). Ze werd opgeleid door haar moeder Juana Marta Rodas die het vak leerde van haar moeder en grootmoeder. Keramiekkunst wordt in Paraguay hoofdzakelijk door vrouwen uitgeoefend en komt voort uit het traditionele, voorkoloniale pottenbakken.
Decennialang werkte ze nauw samen met haar moeder met wie ze exposeerde in binnen- en buitenland. Samen werden ze meermaals internationaal onderscheiden. Hun werk behoort tot de moderne kunst en kenmerkt zich door een combinatie van het traditionele pottenbakken van het platteland, met exotische, Jezuïtische en hedendaagse technieken.
Sinds ca. 2010 werkt ze los van haar moeder. In 2010 hield ze met Ediltrudis Noguera de expositie Paraguay Esquivo in Parijs.

## Exposities
Het werk van Isídrez en Rodas werd vertoond op vele exposities in binnen- en buitenland, waaronder:
- 1976. Galerie van de UNESCO, Parijs
- 1992 en 1993: Galerie Fábrica, Asunción
- 1994: Salon van de Biënnale Martel, Cultureel Stadscentrum, Asunción
- 1995: Galerie Lamarca, Asunción
- 1995: Centrum van Visuele Kunst- Museo del Barro, Asunción
- 1996: Galerie Fábrica, Asunción
- 1997: Galerie Lamarca, Asunción
- 1998 en 1999: Centrum van Visuele Kunst - Museo del Barro, Asunción
- 1999: Biënnale van de Mercosur, Porto Alegre
- 2007: 16e internationale jaarbeurs ARte COntemporáneo (ARCO), Madrid
- 2008: 35e Internationale Tentoonstelling van Traditionele Kunst, Katholieke Universiteit van Chili, Santiago
- 2009: Museum van Hedendaagse Ambachtskunst, Triënale van Chili, Santiago

Zelfstandig of met anderen:
- 2010: Centro Cultural del Lago, Areguá
- 2010-2011: Paraguay Esquivo, Maisondes Cultures du Monde à Vitré, Parijs

## Onderscheidingen
Isídrez en Rodas werden gezamenlijk meermaals onderscheiden voor hun werk:
- 1994: Grote Prijs, Biënnale van Martel voor Beeldende Kunst, Cultureel Stadscentrum, Asunción
- 1998: Prijs van de stad Madrid
- 1999: Prins Claus Prijs
- 1999: Prijs voor de Beste Handwerkskunstenaar, van de UNESCO, het Departement Central en de vereniging Hecho a Mano
- 2001: Eerste Prijs in Traditionele Kunst, Cooperativa Universitaria
- 2008: Lorenzo Berg Salvo-prijs, Katholieke Universiteit van Chili, Santiago
- 2009: Grootkruis van de Nationale Orde van Verdienste, Frankrijk